# B10 (Jamaica)
De B10 is een weg op Jamaica. De weg loopt vanaf Duncans aan de noordkust naar Roses Valley, aan de B6 in het zuiden van Jamaica. De weg voert door de nauwelijks bewoonde Cockpit country, een tropisch karstgebied in het midden van Jamaica.
T1 · T2 · T3
A1 · A2 · A3 · A4
B1 · B2 · B3 · B4 · B5 · B6 · B7 · B8 · B9 · B10 · B11 · B12 · B13